# Alexander af Slesvig-Holsten-Sønderborg
Alexander, Hertug af Slesvig-Holsten-Sønderborg (20. januar 1573 – 13. marts 1627) var en af de mange afdelte sønderborgske hertuger. Han var hertug af Slesvig-Holsten-Sønderborg fra 1622 til 1627.
Han var søn af Hertug Hans den Yngre af Slesvig-Holsten-Sønderborg. Ved arvedelingen efter faderens død i 1622 arvede han hovedlodden i faderens lille hertugdømme, området omkring Sønderborg på Als. Han blev efterfulgt som hertug af sin ældste søn Hans Christian.

## Familie og baggrund
Alexander blev født den 20. januar 1573 i Sønderborg som det fjerde barn og tredje søn af hertug Hans den Yngre af Slesvig-Holsten-Sønderborg i hans første ægteskab med Elisabeth af Braunschweig-Grubenhagen. Hans den Yngre var en yngre søn af Kong Christian 3., der i 1564 ved arvedelingen efter faderens død havde fået tildelt nogle mindre dele af hertugdømmerne Slesvig og Holsten: Als, Sundeved, Ærø og Plön. Stænderne nægtede imidlertid at hylde og anerkende hertug Hans som regerende hertug på linje med sin bror Frederik 2. og onkler Hans den Ældre og Adolf. Hans den Yngre havde dermed ikke andel i den fælles regering og blev derfor betegnet som afdelt hertug.
Alexander giftede sig den 26. november 1605 i Oldenborg med en datter af grev Johan Günther af Schwarzburg-Sondershausen, Dorothea, med hvem han satte bo på det af brødrene von Quernheim købte gods Beck i bispedømmet Minden (i Westfalen). Senere opholdt han sig som oftest hos den gamle fader på Sønderborg Slot.

## Hertug af Sønderborg
Da denne døde (9. oktober 1622), arvede Alexander i følge testamentet hovedlodden i det lille hertugdømme, nemlig Sønderborg by, slot og ladegård tillige med gårdene Rønhave, Gammelgaard og Kegnes på Als samt Sandbjerg i Sundeved, alt med tilliggende bøndergods. Den ældste broder, Christian, der levede ugift, måtte nøjes med Ærø, og den næstældste, Ernst, var faldet i kejserlig tjeneste i Ungarn. Tre yngre efterlevende brødre fik henholdsvis Nordborg, Glücksborg og Plön.
Alexander var dengang en mand på 50 år med en talrig familie og bebyrdet med en ikke ubetydelig gæld. Han førte højrøstet klage over fædrenearvens stærke udskiftning, der gjorde det særlig vanskeligt at fortsætte hofholdningen på Sønderborg Slot. Da derfor kort efter den ugifte broder Hans Adolf af Nordborg bortkaldtes ved en tidlig død, afkøbte Alexander ham på dødslejet for en forholdsvis ringe sum de tre store gårde Østerholm, Rumohrsgaard og Melsgaard, og kong Christian IV stadfæstede for slægtens anseelses skyld købet som lensherre. Imidlertid anerkendtes det hverken af broderen Frederik, som efter testamentet arvede Nordborg, eller af de andre brødre; striden endte med, at Alexander beholdt Rumohrsgaard, men gav afkald på de to andre.

## Død og arvefølge
Alexander døde pinsemorgen 13. maj 1627 i Sønderborg. Han blev begravet i gravkapellet på Sønderborg Slot. Dagen før sin død havde han gjort testamente og heri fastsat, at hans hustru skulle sidde i uskiftet bo for at få gælden betalt, den ældste søn, Hans Christian, arve det hele len, men indtil videre forblive ugift. Enkehertuginde Dorothea forestod da også hertugdømmet i de følgende trange krigsår, men var ikke i stand til at afbetale gælden, som tvært imod stadig voksede. Hun gik derfor ind på, at brødrene 17. december 1633 sluttede en arveoverenskomst, efter hvilken Hans Christian tiltrådte hertugdømmet med betydelige forpligtelser til sin moder og søskende. Dorothea døde 5. juli 1639 (født 25. august 1579).

## Efterslægt
Hertug Alexander blev stamfader til huset Sønderborg, efter 1863 den ældste gren af Oldenborgernes slægt. Hans søn Ernst Günther byggede Augustenborg på Als, August Philip fik godset Beck og blev stamfader til det nuværende danske kongehus. De andre sønners efterkommere uddøde i det følgende århundrede, og datteren Sophie Cathrine levede i barnløst ægteskab med den sidste greve af Oldenborg, Anton Günther.

## Ægteskab og børn
Den 26. november 1605 blev han gift i Oldenburg med Dorothea af Schwarzburg-Sondershausen. Hun var datter af Grev Johan Günther 1. af Schwarzburg-Sondershausen (1532-1586) og Anna af Oldenburg (1539-1579), datter af grev Anton 1. af Oldenburg (1505-1573).
Alexander og Dorothea fik 11 børn:
| Navn             | Født | Død    | Bemærkninger |
| ---------------- | ---- | ------ | --- |
| Hans Christian   | 1607 | 1653   | Hertug af Slesvig-Holsten-Sønderborg 1627 – 1653 Gift 1634 med Anna af Delmenhorst                                                                                          |
| Alexander Henrik | 1608 | 1667   | Grundlagde den såkaldte katolske linje Gift 1643 (morganatisk) med Dorothea Maria Heshus                                                                                    |
| Ernst Günther    | 1609 | 1689   | Hertug af Slesvig-Holsten-Sønderborg-Augustenborg Gift 1651 med Augusta af Glücksborg                                                                                       |
| Georg Frederik   | 1611 | 1676   | |
| August Philip    | 1612 | 1675   | Hertug af Slesvig-Holsten-Sønderborg-Beck Gift 1645 med Clara af Oldenburg (1606–1647) Gift 1649 med Sidonie af Oldenburg Gift 1651 med Marie Sibylla af Nassau-Saarbrücken |
| Adolf            | 1613 | 1616   | |
| Anna Elisabeth   | 1615 | 1616   | |
| Vilhelm Anton    | 1616 | 1616   | |
| Sophie Katharina | 1617 | 1696   | Gift 1635 med grev Anton Günther af Oldenborg |
| Eleonora Sabina  | 1619 | 1619   | |
| Philip Ludvig    | 1620 | - 1689 | Hertug af Slesvig-Holsten-Sønderborg-Wiesenburg Gift 1643 med Katharina af Waldeck-Wildungen Gift 1650 med Anna Margarete af Hessen-Homburg                                 |

## Eksterne links
- Hans den Yngres efterkommere